# Woo
Woo est un duo anglais de musique expérimentale originaire du sud de Londres. Le groupe est composé des frères Mark (né en 1953) et Clive Ives (né en 1956).
Le groupe s'essaye à plusieurs styles musicaux, se créant un son unique : folk, jazz, pop, ambient, psychedelic ainsi que l'« healing music ». Woo est un des premiers groupes à utiliser des instruments acoustiques (clarinette, flûtes, guitares espagnoles, guitares à douze cordes) dans le domaine de la musique électronique au début des années 1970.
Le nom du groupe Woo, vient du son émis par la scie musicale dont jouait Fred, un de leurs oncles.

## Biographie

### Enfance et initiation à la musique (1965-1974)
Les frères Ives grandissent dans le sud de Londres à Raynes Park (en) avant de déménager à Banstead. Leur intérêt pour la musique se manifeste lorsqu'ils découvrent les Beatles à la télévision dans les années 1960. Les frères Ives fondent leur premier groupe, The tescades, à 6 et 9 ans avec deux amis d'enfance. Mark est à la guitare et Clive joue avec une ancienne batterie appartenant à leur grand-père. The tescades programme des concerts dans le garage de leur maison et invite des amis en guise de public.
Leur grand père batteur dans la Marine Royale et leur oncle Ivor, ce dernier musicien de jazz, jouent de la musique et chantent des chansons lors de repas familiaux. Ils auront une très grande influence sur le développement musical des frères Ives. Mark jouera à plusieurs reprises avec son oncle Ivor lors des concerts de modern jazz et dixieland jazz. C'est aussi l'oncle Ivor qui offre à Mark sa première clarinette vers l'âge de 12 ans.
C'est à l'âge de 13 ans que Mark commence sérieusement l'apprentissage de la guitare et l’écriture de chansons. Plusieurs années durant, les frères Ives répètent inlassablement les nouvelles créations de Mark. Clive, impressionné par le talent de son grand frère, cherche par tous les moyens à l'accompagner. Il se sert de tous les ustensiles de cuisine à sa disposition pour créer des percussions.
Mark rejoint à 17 ans la Royal Air Force Band, apprenant par ce biais à jouer parfaitement de la clarinette. Clive de son côté commence des études d'art.
C'est au retour de Mark que les deux frères Ives commenceront à enregistrer ensemble.

### Premiers enregistrements et premier album (1974-1982)
En 1974, les frères Ives achètent leur premier synthétiseur, le SH-3A (en) de chez Roland ainsi qu'un enregistreur quatre pistes de la marque TEAC. Le groupe commence alors son exploration du son, de la composition et du home studio. Les frères Ives se réunissent plusieurs nuits par semaine dans un petit appartement et enregistrent sans relâche. Clive est au synthétiseur et aux percussions, Mark est à la basse, guitare à douze cordes, flûtes et clarinette. Ce sont principalement les idées et compositions de Mark qui sont travaillées lors des premiers enregistrements.

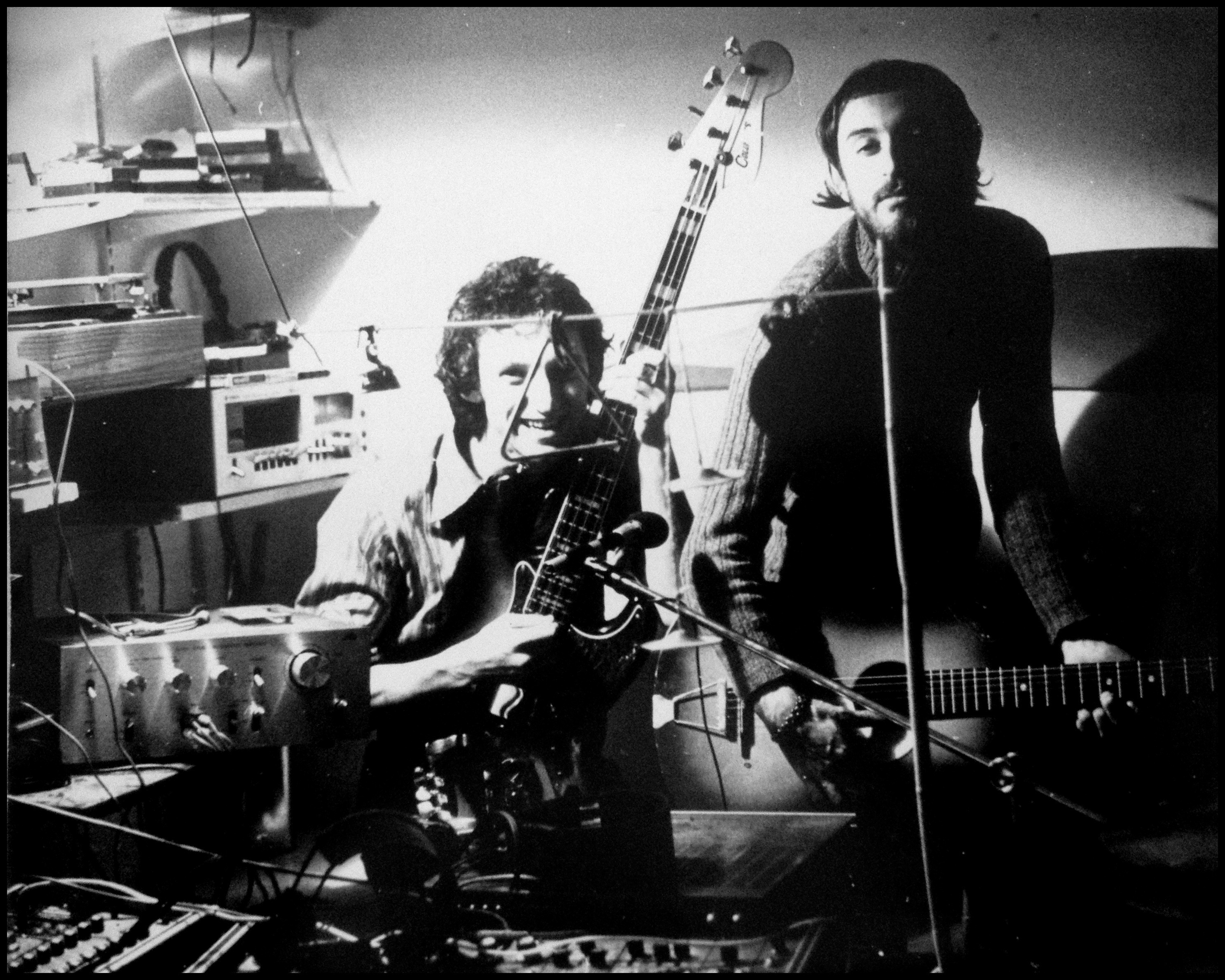
Mark et Clive Ives dans leur home studio au début des années 1980.

Mark dicte les notes et accords à Clive et le groupe laisse l'enregistreur tourner sans cesse, enregistrant volontairement les commentaires de chacun et les bruits de fond qui deviennent partie intégrante des morceaux. Le fait d'enregistrer de nuit oblige le groupe à baisser le volume pour ne pas déranger les voisins qui se plaignent en tapant aux murs. Cela a une influence immédiate sur le son du groupe, l'amenant à enregistrer des morceaux très calmes aux sons doux. Les triangles remplacent la batterie, la guitare est jouée en picking et les claviers joués de façon très délicate. En 1976, le groupe se procure un nouveau synthétiseur, le Roland System 100 (en). Ce dernier est équipé d'un séquenceur intégré et propulse le son du groupe dans une autre dimension. Avec cette nouvelle technologie entre leurs mains, les frères Ives découvrent par le biais de leurs expérimentations une manière totalement nouvelle et novatrice d'enregistrer leur musique. Clive se rend compte qu'il est possible d'envoyer le signal audio des instruments acoustiques de Mark directement dans le synthétiseur et son séquenceur. Il les manipule ainsi à l'infini à l'aide des oscillateurs et des processeurs d'effets propres au synthétiseur.

« After our initial thrill of the wonders of recording we began to realize that with this technology at our fingertips, we could create beauty. Organic, unpredictable, mysterious things would happen when we allowed the technology to be set free, especially when Marks instruments were being treated through the sequencers and synths. Sometimes 1 and 1 made 3, and we were in creative heaven. From there the mind enters into the equation, and starts to envisage endless sounds upon sounds, combining musical influences and making them into something new... »

« [Traduction] Après notre premier frisson à l'écoute des merveilles enregistrées, nous avons commencé à réaliser qu'avec cette technologie au bout de nos doigts, nous pouvions créer de la beauté. Des choses organiques, imprévisibles et mystérieuses se produisaient lorsque nous laissions la technologie se libérer, en particulier lorsque les instruments de Mark étaient traités par les séquenceurs et les synthétiseurs. Parfois, 1 et 1 faisaient 3, et nous étions au paradis de la création. À partir de là, l'esprit entre en ébullition et commence à envisager des sons sans fin, en combinant les influences musicales et en les transformant en quelque chose de nouveau... »

— Clives Ives, à propos de leur nouvelle approche de l'enregistrement, 
.

Woo tente de traduire de façon spontanée les différents états émotionnels et expérimentaux propres à chacun et compose des morceaux évoquant un café parisien, une musique russe ou tout simplement une vision onirique et imaginaire. Cela apporte une grande diversité esthétique à la musique du groupe. Woo continue de créer. Le duo enregistre des centaines de titres sur une période de cinq années. En 1981, un ancien camarade de classe de Clive devenu promoteur d'artistes présente la musique du groupe à Mike Alway, patron du label Cherry Red Records, qui décide de les signer immédiatement. Le groupe sélectionne plusieurs morceaux dans l'optique de leur premier album.
En 1982, en pleine période new wave et punk, le premier album de Woo, Whichever way you are going, you are going wrong, composé de dix titres instrumentaux et d'un titre chanté par Mark, mixés par Clive, qui en a également crée la pochette, sort en Angleterre, avec l'aide de Cherry Red Records. Il est toutefois publié sur le label The Sunshine Series, label créé par le groupe.
L'album reçoit de bonnes critiques de la part de la presse musicale anglaise, notamment de Melody Maker et du NME.
Durant cette période, Woo côtoie le groupe Everything But The Girl et Five or Six (en), d'autres artistes du label avec lesquels ils deviennent amis et partagent des jam sessions. Le contrat avec le label Cherry Red Records se termine peu après la sortie du premier album, le groupe s'en retourne à leur domicile, qui leur sert de studio, et continue d'enregistrer.

#### It's Cosy Inside - Into the Heart Of Love - A La Luna (1982-1991)
Libre et sans contrat, le groupe continue son parcours musical, enregistrant toujours plus de morceaux dans une totale liberté créative et emmagasinant sur 10 années 1 500 morceaux. Les frères Ives développent un profond intérêt pour le raja Yoga et la guérison spirituelle. Mark étudie la Société théosophique ainsi que l'association internationale pour la conscience de Krishna, Clive devient praticien de shiatsu en parallèle de la création musicale. Ce développement spirituel influence grandement la musique de Woo pour les projets à venir.

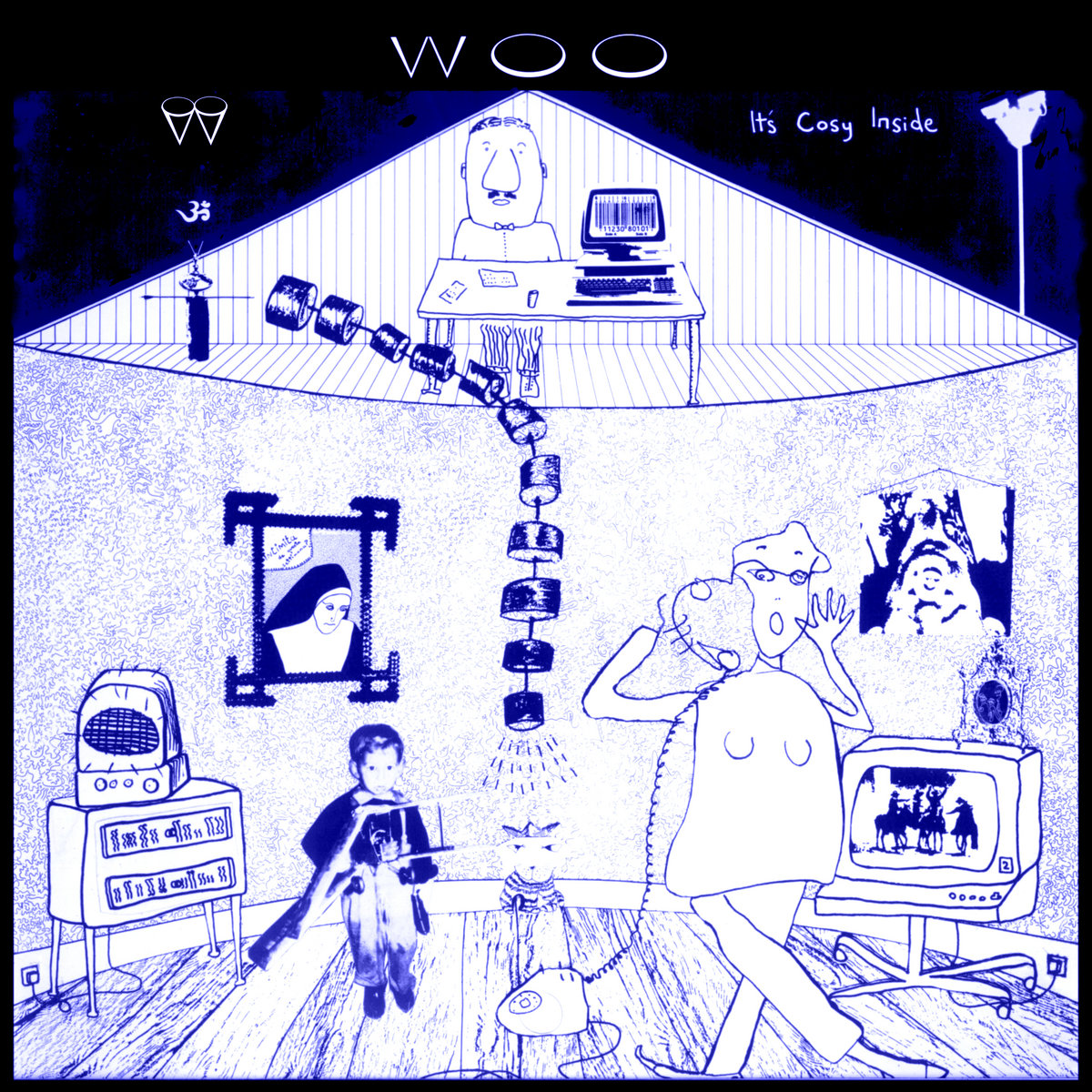
It's Cosy Inside - Woo

En 1985, le label américain Independant Projects Record découvre le premier album du groupe et décide de contacter les frères Ives pour une réédition de ce dernier, ainsi qu'un nouvel album. En 1987, Whichever You Going You Are Going Wrong est réédité aux États-Unis ainsi qu'en Europe, permettant au groupe d’être mis en lumière outre- atlantique. Woo prépare son nouvel album. Celui-ci écrit et composé en 1983, voit le jour en 1989, intitulé It's Cosy Inside, publié chez Independant Projects Record. Le style du groupe évolue et s'affirme un peu plus tout au long des seize titres que contient l'album. Ce dernier est influencé dans sa plus grande part par 1984, le livre de George Orwell.

« When we were recording , 1982-1983 we were living the suburban post-apocalyptic vision. The track BB...! refers to the chant for Big Brother in 1984. CCT cameras had just been erected around the corner from where we were living and it felt like Big Brother was on his way! I photographed them and collaged them onto the top right corner of the album cover. The song “The Final Card”—also symbolized by the bar codes on the computer screen on the album cover—is a reference to identity tagging, where all our identity and finances are kept in an implanted under your skin. With Orwell’s vision looming in reality towards us, the fear of nuclear war, conspiracy theories of the Illuminati, the apparent demise of the Love Generation—and with that loss, the reaction to the increasing awareness of all that is wrong in the world manifesting in suburban London with anarchy and Punk—and the increasing gulf between rich and poor with the Thatcher Government … Yeah, we were buying into an apocalyptic vision. »

« [Traduction] Lorsque nous avons enregistré, en 1982-1983, nous vivions la vision post-apocalyptique des banlieues. Le morceau BB.... fait référence à Big Brother et 1984. Des caméras de surveillance venaient d'être installées au coin de la rue où nous vivions et on avait l'impression que Big Brother était en route ! Je les ai photographiés et je les ai collés sur le coin supérieur droit de la pochette de l'album. La chanson The Final Card - également symbolisée par les codes barres sur l'écran de l'ordinateur sur la pochette de l'album - fait référence au marquage d'identité, où toute notre identité et nos finances sont conservées dans un implant sous la peau. Avec la vision d'Orwell qui se profile dans la réalité, la peur de la guerre nucléaire, les théories de conspiration des Illuminati, la disparition apparente de la Love Generation - et avec cette perte, la réaction à la prise de conscience croissante de tout ce qui ne va pas dans le monde, qui se manifeste dans la banlieue de Londres par l'anarchie et le punk - et le fossé grandissant entre les riches et les pauvres avec le gouvernement Thatcher ... Oui, nous adhérions à une vision apocalyptique. »

— - Clive Ives, sur leurs inspirations pour l'album It's Cosy Inside, 
It's Cosy Inside ne connaît pas le même accueil que le premier album.
Woo se sépare de son label américain et signe pour son prochain album avec le label Cloud 9 Music. C'est donc en 1990 qu'est publié (uniquement au format cassette) le troisième album de Woo : Into The Heart Of Love. Tout au long de ses 20 titres aux tempos lents, les morceaux parfois chantés mais en majorité instrumentaux font la part belle à la guitare et à la clarinette de Mark, et aux nappes de synthétiseur de Clive, le tout dans une atmosphère onirique. Les inspirations pour cet album sont très diverses : mythologie amérindienne (en), extraterrestres, drônes tibétains, Rencontres du troisième type de Steven Spielberg et surtout l'amour universel. Certains morceaux présents sur l'album datent des années 1970.
En 1991, le groupe publie son troisième album en trois ans A La Luna chez Grunki Records. Un album de 26 titres très atmosphérique et d'inspirations encore une fois très diverses. Il est question cette fois des géoglyphes de Nazca, d'homme sur la lune, de voix dans la nuit et d'orbites inconnues.
Durant toutes ces années, Woo ne s'est que très peu produit sur scène. Le groupe estime que sa vraie force se trouve dans sa façon de travailler au sein du studio, et que sa musique intimiste faite d'alchimie du duo se prête mal aux conditions du live. Mark accompagné de sa guitare se produit souvent en solo lors de concerts.
La décennie des années 1980 se termine avec cet album. Le groupe s'est forgé une esthétique propre durant ces dix années d'enregistrement.

### Redécouverte et nouveaux projets (1995-2020)
En 1995, le groupe publie un nouvel album de sept titres, Live from Venus produit par Dave Goodman (en), l’ingénieur du son des Sex Pistols. L'inspiration du concept initial de l'album vient de la planète Vénus et du symbolisme new age de cette dernière. Mark et sa petite amie Ruby eurent alors l'idée du titre de l'album.
Pour cet album, le groupe change de méthode de travail. Clive utilise un séquenceur Notron (en), notamment utilisé par Björk. Musicalement, le groupe évolue vers un style plus trance, dance et ambient d'inspiration science fiction. Woo utilise aussi d'anciens enregistrements vocaux de personnes ayant rencontré des Vénusiens sur certains morceaux.
Toujours en 1995, Woo, à la recherche de musique pour accompagner ses séances de Shiatsu et de méditation, publie Forever Healing, première insertion du groupe dans le domaine de l'« healing music » : douze morceaux pour la relaxation et la méditation.
Le groupe continue d'enregistrer régulièrement durant les années 90, Mark compose plusieurs albums de chansons et Clive plusieurs albums d'« healing music » pour accompagner des séances de méditations. Mais le groupe ne publie plus d'album pendant dix-neuf ans.
Au début des années 2010, plusieurs labels contactent le groupe, pour publier à nouveau leurs anciens albums. La première réédition est pour le deuxième album It's cosy Inside publié en 2012 sur Drag City et Yoga Records. Le groupe est contacté dans la foulée par le label américain Emotionnal Rescue pour une réédition plus importante de leur catalogue. Woo accepte et c'est en 2013 que Whichever Way You Are Going You Are Going Wrong, leur premier album, est publié à nouveau. À la suite de ces rééditions, le groupe se décide à publier un nouvel album. Pour ce faire, il fouille dans ses archives allant de 1974 à 1990. When The Past Arrives, nouvel album comprenant quatorze titres, voit le jour sur Drag City Records en 2012. L'album reçoit des critiques positives de la presse musicale et est noté 7,7 sur 10 sur Pitchfork. Dans cet album, Woo renoue avec l'esthétique des débuts.
Cette même année, Woo est sollicité pour une commande par le English Touring Opera et compose un opéra pour enfants nommé Waxwings. L’œuvre est exécutée en tournée exclusivement en Angleterre et au Luxembourg jusqu'en 2015. En 2014, c'est au tour de Into The Heart Of Love d’être réédité, affirmant un peu plus la nouvelle popularité grandissante du duo.
En 2016, Woo sort un nouvel album de morceaux sélectionnés dans ses archives et publié chez Palto Flats Records, AWAAWAA, composé de 22 titres,. Emotional Rescue Records continue de rééditer les albums du groupe et c'est en 2017 que l'album A La Luna a droit lui aussi à une nouvelle sortie.
Depuis 2016, Woo publie régulièrement de nouveaux albums en collaboration avec Palto Flats Records. All Is Well est ainsi publié en 2019, un album de treize titres instrumentaux et chantés. 
En Juin 2020 le groupe publie un nouvel album instrumental « Arcturian Corridor » chez Quindi Records.

## Membres
- Mark Ives : guitare, clarinette, basse, chant, compositions
- Clive Ives : synthétiseur, percussions, compositions

## Discographie
- 1982 : Whichever You Are Going You Are Going Wrong
- 1989 : It's Cosy Inside
- 1990 : Into The Heart Of Love
- 1991 : A La Luna
- 1995 : Live From Venus
- 1995 : Forever Healing
- 2012 : When The Past Arrives
- 2013 : Christmas Presence
- 2014 : Please Remember To Breathe (avec Ruby)
- 2014 : Light Of The World (avec Ruby)
- 2015 : Waxwings (avec The English Touring Opera)
- 2015 : Ruby's Pastlives
- 2015 : Planning For A Miracle
- 2015 : Ayla's Legacy (avec Freida Mai)
- 2015 : Starlight
- 2016 : AWAAWAA
- 2016 : Dobbin's Lost His Coconuts
- 2016 : ROBOT X
- 2016 : Woo Romantics
- 2016 : How to Make Your Home Look Like Space
- 2017 : When My Loves Goes Away
- 2017 : A Dream
- 2017 : Xylophonics
- 2018 : Another Place Another Time
- 2018 : Covers
- 2019 : All Is Well
- 2020 :  Arcturian Corridor